# 半矮性遺伝子
半矮性遺伝子（はんわいせいいでんし、semidwarf gene）とは、植物の背の高さ（草丈）を低くする遺伝子。主に植物育種学で用いられる用語。緑の革命においてイネ、コムギ品種の改良に用いられ、その子孫に当たる品種に引き継がれている。

## 矮性と半矮性
矮性とは生物の大きさが通常個体より小さくなる現象であり、動植物を問わずに使われる用語である。矮性を示すようになることを矮化という。矮化の原因としては、遺伝子によるもの（遺伝的要因）、環境の影響（環境要因）、ウイルス等の感染による病気、人為的な矮化（矮化剤処理や接ぎ木など）などがある。
植物分野においては、一般には矮性とは「正常なものに比べて1/2程度以下に草丈が短縮したもの」を指し、半矮性とは矮性と正常の中間であるものを指す。また、矮性が草丈以外の形質にも影響する傾向を持つものを指すことが多いのに対して、半矮性はそのような多面的発現が少ないものを指すこともある。

## 歴史
植物の草丈が通常より低くなる例（矮性）は古来より観察されている。遺伝的にこのような傾向を持つ品種のことを、英語圏ではドワーフ (dwarf) と形容し、日本ではその形態から達磨（だるま）などと形容していた。
穀類では、生産量を向上させるために肥料を多く与える（多肥栽培）と、穂が重くなり植物が倒れてしまう（倒伏）。倒伏すると、根・茎からの養分が穂へ伝わらなくなる（不登熟）、穂が水に浸かるなど収穫物の品質が低下してしまったり、収穫量が減ったりする。この多肥栽培の問題に対して、育種面での解決のため注目されたのが、草丈を短縮するが穂長に与える影響が少ない半矮性遺伝子の利用であった。
半矮性遺伝子を持つ品種として、イネでは台湾在来品種「低脚烏尖」（ていきゃくうせん、Dee-Geo-Woo-Gen）、コムギでは「小麦農林10号」が注目された。国際稲研究所 (IRRI) では、低脚烏尖を親として IR-8
が、国際トウモロコシ・コムギ改良センター (CIMMYT) では小麦農林10号を親としてメキシコ系半矮性品種群が育成され、緑の革命が広がることになった。
日本のイネ育種においても、半矮性が注目され品種が育成された例がある。品種フジミノリへの放射線照射による突然変異処理によって、1966年（昭和41年）に半矮性品種レイメイが育成された。この品種は多収性を示し、一度は日本全国に普及したが、味が劣ることや米の生産過剰の影響を受けて栽培されなくなってしまった
。しかしながら、この半矮性遺伝子を引き継いだ子孫品種は、その後も育成・栽培され続けている。
なお、レイメイと低脚烏尖の半矮性遺伝子は、同一遺伝子座上の遺伝子であることが判明している。この遺伝子座は、後述のとおりジベレリン生合成系のGA20酸化酵素であることが判明しており、低脚烏尖の半矮性遺伝子sd1（d-47とも）の塩基配列も解明されている。

## 生理
半矮性遺伝子および矮性遺伝子がどのように作用して、形態としての半矮性・矮性を示すのかは、多くの場合は明らかではない。しかしながら、先述のイネの半矮性遺伝子sd1および小麦農林10号の半矮性遺伝子Rht1,Rht2
の作用機構には植物ホルモンの一種であるジベレリンが関与することが明らかになっている。
ジベレリンはイネ馬鹿苗病による異常な苗の伸長の原因物質として同定されたことからも理解できるように、植物の伸長にかかわる植物ホルモンである（別の作用も持つ）。イネのsd1遺伝子は、ジベレリン生合成系のGA20酸化酵素の機能損失により、ジベレリン合成量を低下させる劣性遺伝子である。コムギの優性の半矮性遺伝子Rht1,Rht2は、ジベレリン量が正常であっても、その存在を正常に情報伝達することを妨げる作用を示す。どちらの場合であっても、ジベレリンによる成長促進作用が異状になるため、結果として半矮性の形態を示すことになる。
なお、植物の半矮性については、別の植物ホルモンであるブラシノステロイド（ブラシノライド）が関与するオオムギ渦性遺伝子などの例も知られている。